# Ustavna kriza
Ustavna kriza v politologiji pomeni problem ali konflikt v delovanju države, ki ga ni mogoče rešiti z ustavo ali drugim temeljnim pravnim aktom. 
Opredeliti jo je mogoče na več načinov. Opišemo jo lahko na primer kot krizo, ki je posledica neuspeha ali vsaj velikega tveganja za neuspeh ustave pri izpolnjevanju njenih temeljnih vlog. Taka kriza se lahko pojavi iz različnih vzrokov: vlada lahko na primer sprejme uredbo v neskladju z ustavo, ustava ne da jasnega odgovora v specifičnih okoliščinah ali pa je jasna, vendar politično ni mogoče ravnati v skladu z njo. Državne ustanove lahko oklevajo ali ne izpolnijo tega, kar jim predpisuje zakonodaja; ali pa se državni uradniki z njenim ozkim tolmačenjem izogibajo obravnavi resnega problema. Med specifičnimi primeri je južnoafriška ustavna kriza zaradi črnskih glasov v 1950. letih, secesija v južnih ameriških zveznih državah v letih 1860 in 1861, kontroverzna razpustitev avstralske zvezne vlade leta 1975 in ukrajinska politična kriza leta 2007.
Ustavne krize se lahko pojavijo zaradi sporov med različnimi vejami oblasti, konfliktov med centralno vlado in lokalnimi oblastmi ali preprosto zaradi sporov med različnimi frakcijami družbe. Med vladanjem lahko do ustavne krize pride, ker ena ali več strani v političnem sporu zavestno krši ustavno zakonodajo, ne upošteva nenapisanega ustavnega dogovora ali nasprotuje pravilni pravni interpretaciji ustavnega akta ali političnega običaja. Primer je tako imenovana afera XYZ, ko je francoske uradnike podkupila skupina ameriških komisarjev z nalogo, da ohranijo mir med Francijo in Združenimi državami Amerike. Incident je bil objavljen v ameriškem tisku in je povzročil zunanjepolitično krizo, zaradi katere so bili sprejeti Zakoni o tujcih in varnosti države. Tem zakonom sta nasprotovali zvezni državi Kentucky in Virginija, ki sta v Resoluciji Kentuckyja in Virginije izrazili, da so v nasprotju s svobodo govora in ameriško ustavo.
Če do krize pride, ker je ustava pravno dvoumna, lahko končna rešitev pomeni pravni precedens, ki se uporablja pri obravnavi prihodnjih podobnih kriz. Ustavna kriza lahko povzroči tudi ohromitev in končno padec vlade, izgubo njene politične legitimnosti ali državljansko vojno. Razlikuje se od upora, ko suverenost vlade izpodbijajo zunanje sile, npr. z državnim udarom ali revolucijo, ki jo vodijo vojska ali civilisti.